# سجاد يدوي
السجاد اليدوي ، هو السجاد المصنوع على الطريقة التقليدية القديمة قبل استخدام الميكنة الحديثة في صناعة السجاد ، ويعد الاهتمام به درباً من الحفاظ على التراث الشعبي ، إذ أن الفنان المعاصر عندما يصنع السجاد اليدوي فهو يستخدم المواد - الصوف أو الوبر أو النباتات القصبية - والألوان الطبيعية الواضحة والأشكال الهندسية أو اليدوية المستوحاة من الحياة اليومية التي تعبر عن البيئة التي في الغالب ما تكون بيئة زراعية أو بدوية أو ريفية.